# نيفيل ساوثهول
نيفيل ساوثهول (بالإنجليزية: Neville Southall) (ولد في 16 سبتمبر 1958) هو لاعب كرة قدم ولزي سابق. اعتبر واحد من أفضل حراس المرمى في جيله.

## روابط خارجية
- نيفيل ساوثهول على موقع IMDb (الإنجليزية)
- نيفيل ساوثهول على موقع قاعدة بيانات الفيلم (الإنجليزية)
- نيفيل ساوثهول على موقع الاتحاد الدولي (مؤرشف)  (الإنجليزية)
- نيفيل ساوثهول على موقع قاعدة بيانات كرة القدم.إي يو (الإنجليزية)
- نيفيل ساوثهول على موقع ناشيونال فوتبول تيمز (الإنجليزية)
- نيفيل ساوثهول على موقع Soccerbase.com (لاعب) (الإنجليزية)
- نيفيل ساوثهول على موقع عالم كرة القدم.نت (الإنجليزية)